# Polyrhachis braxa
Polyrhachis braxa är en myrart som beskrevs av Bolton 1973. Polyrhachis braxa ingår i släktet Polyrhachis och familjen myror. Inga underarter finns listade i Catalogue of Life.